# Purbalingga
Purbalingga ist Hauptstadt des gleichnamigen Regierungsbezirks (Kabupaten) in der Provinz Zentraljava in Indonesien.

## Geographie
Der Ort mit gut 50.000 Einwohnern liegt im Inneren der Insel Java 150 Kilometer westlich von Yogyakarta in einem Becken, das von mehreren Bergketten flankiert wird. Im Norden befinden sich beispielsweise der Slamet und das Dieng-Plateau, während der südliche Teil, die Depresi Serayu zum Quellsystem des Serayu zählt. Die Temperatur in der Region mit tropischem Klima, einer Regenzeit von April bis September und einer Trockenzeit von Oktober bis März liegt zwischen 23 °C und 33 °C mit einem Durchschnitt von 24,49 °C. Die nächstgelegene Stadt ist 20 Kilometer weiter westlich Purwokerto.

## Geschichte
Der Ortsname ist hinduistischen Ursprungs und leitet sich aus den Sanskrit-Wörtern purba (Osten) und linga (eine abstrakte Darstellung der Gottheit Shiva) ab. Auf die Gründung aus der Zeit der Srivijaya zwischen dem 8. und 13. Jahrhundert weisen noch einige verstreut liegdende alte Hindu-Tempeln hin.
Im Jahr 1900 wurde von der niederländischen Dampfstraßenbahngesellschaft Serajoedal Stoomtram Maatschappij der hiesige Bahnhof eingeweiht, die Strecke bis 1980 jedoch wieder stillgelegt, so dass die Infrastruktur inklusive der Schienen mittlerweile von Geschäften anderweitig genutzt wird.

## Wirtschaft und Kultur
Kern der heimischen Wirtschaft ist die Perückenindustrie. Ein weiteres Standbein ist der Tourismus, für den es Wasserlandschaften als Vergnügungseinrichtungen gibt. 15 Kilometer nördlich der Stadt liegt der nur mühsam zugängliche 30 Meter hohe Wasserfall Curug Ciputut, der gerne als Abenteurerziel ausgegeben wird.
Von Bedeutung für den indonesischen Film ist das regelmäßig stattfindende unabhängige Purbalingga Film Festival.
Als örtliche Süßigkeiten-Souvenirs gelten Mirasa-Bohnen, die Erdnüssen ähnlich geröstet, zum Teil sogar dabei verkohlt werden.

## Persönlichkeiten
- Soedirman (1916–1950), erster Befehlshaber der Streitkräfte Indonesiens